# صورة شخصية ذاتية (رامبرانت)
الصورة الشخصية الذاتية (بورتريه) لوحة زيتية رسمها الرسالم الهولندي رامبرانت عام 1660 وتمثله في عمر 45 سنة وهي فترة عصيبة من حياته وانعكست على تفاصيل هذه اللوحة، وهي ضمن سلسلة من صوره الشخصية التي رسمها في مراحل مختلفة لحياته.